# استفان سوس
استفان سوس (انگلیسی: Stefan Süß؛ زادهٔ ۱۶ آوریل ۱۹۸۶) بازیکن فوتبال اهل آلمان است.
از باشگاه‌هایی که در آن بازی کرده‌است می‌توان به باشگاه فوتبال دینامو درسدن اشاره کرد.